# Jayant Narlikar
Jayant Vishnu Narlikar (marathi: प्रा. जयंत विष्णू नारळीकर), född 19 juli 1938 i Kolhapur, Maharashtra, död 20 maj 2025 i Pune, Maharashtra, var en framstående indisk astrofysiker. Han anses vara den nu ledande experten och förespråkaren av den kosmologiska modell som går under namnet  steady state-teorin. Professor Narlikar grundade Inter-University Centre for Astronomy and Astrophysics (IUCAA) i Pune, Indien och var dess director emeritus.
Narlikar har utarbetat en alternativ konform gravitationsteori med den brittiske astronomen sir Fred Hoyle. Narlikar var även en aktiv vetenskaplig popularisator. Han var en anlitad föredragshållare och skrev många artiklar i ledande tidskrifter. Dessutom hörde han till de få i Indien som skrivit vad som i väst kan betecknas som science fiction på såväl marathi, hindi som engelska.

## Biografi och karriär
Jayant Narlikar blev 1957 kursetta vnär han avlade en Bachelor of science-examen på Banaras Hindu University i Varanasi. Samma år for han till Cambridge University i Storbritannien för fortsatta studier i matematik under Fred Hoyles ledning. Dessa gav honom 1963 en Ph.D. och ledde vidare till King’s College, Cambridge som Berry Ramsey fellow.
1966 instiftade Fred Hoyle Institute of Theoretical Astronomy i Cambridge och Narlikar blev institutets förste medarbetare. År 1969 och tre år framöver var Narlikar Senior Research Fellow vid King’s College för att 1972 återvända till Indien.
I Indien tillträdde Narlikar en professur vid Tata Institute of Fundamental Research (TIFR) i Bombay. Vid TIFR ansvarade han för den teoretiska astrofysikgruppen, som han utvecklade till ett starkt centrum för astrofysik. 1988 satte indiska University Grants Commission upp Inter-University Centre for Astronomy and Astrophysics (IUCAA) i Pune och Narlikar blev dess förste Director.

### Familj
Narlikars fader, Vishnu Vasudev Narlikar var en framstående matematiker och allmän relativitetsteoretiker och professor för matematikinstitutionen vid Banaras Hindu University, Varanasi. Modern, Sumathi Vishnu Narlikar var en sanskritlärd. 
Narlikar gifte sig 1966 i Cambridge med matematikforskaren Mangala Rajwade, PhD. Paret fick tre döttrar – Geeta, Girija and Leelavati.

## Vetenskaplig gärning
Narlikars världsbild präglades av läromästaren Hoyle och dennes modell tillsammans med den brittiske kosmologen Hermann Bondi och Thomas Gold om ett stationärt alternativ till den nu förhärskande kosmologiska standardmodellen baserad på en Big Bang, den så kallade lambda-CDM-modellen. Fortfarande 2000 publicerade han med Hoyle och Burbridge en lärobok i kosmologi med denna vinkling på problemet. Han följde upp sin övertygelse med nya böcker om kosmologin 2002, 2005 och 2006.
I hans arbeten kring teori för konform gravitationsteori med Fred Hoyle, känd som Hoyle-Narlikar-teorin framställs en partikels tröga massa som en funktion av alla övriga partiklars massa multiplicerad med en kopplingskonstant, som i sin tur är en funktion av kosmisk epok. I kosmologier som baserar sig på denna teori avtar gravitationskonstantens värde G kraftigt med tiden. Hoyle-Narlikar-teorin, visade att syntes kan nås mellan Albert Einstein’s relativitetsteori och Mach's princip.
Narlikars insatser ligger i huvudsak vid sidan om ”mainstream”, men de är så väl teoretiskt underbyggda även av traditionell astrofysik, att de inte utan vägande argument kan avfärdas. Hans ord kan nog så väl sägas väga tungt bland skeptikerna.
Narlikar var en av de ursprungliga 34 signatärerna av det öppna brevet från företrädare för alternativ till Big Bang-studier, som publicerades i New Scientist den 22 maj 2004.